# Dampfiella ambigua
Dampfiella ambigua är en kvalsterart som beskrevs av Pérez-Íñigo 1976. Dampfiella ambigua ingår i släktet Dampfiella och familjen Dampfiellidae. Inga underarter finns listade i Catalogue of Life.